# Valentine Ball
Pour les articles homonymes, voir Ball.
Valentine Ball est un géologue et un ornithologue irlandais, né le 14 juillet 1843 à Dublin et mort le 15 juin 1894 dans cette même ville.

## Biographie
Il est le fils du naturaliste Robert Ball (1802-1857) et frère de l’astronome Robert Stawell Ball (1840-1913). Il étudie au Trinity College de Dublin où il obtient un Master of Arts et un Bachelor of Arts. De 1864 à 1881, il occupe les fonctions de maîtres des offices à Dublin. Il fait partie du Service de recherche géologique d’Inde où il se spécialise dans l’étude des dépôts de charbon. Il fait un projet de ligne de chemin de fer entre Calcutta et Bombay. Ball s’intéresse également à l’ornithologie et à l’anthropologie. En 1881, il enseigne la géologie et la minéralogie au Trinity College de Dublin. Il devient plus tard directeur du Musée national d'Irlande.
Il contribue régulièrement à Stray Feathers, la revue ornithologique fondée par Allan Octavian Hume (1829-1912). Son ouvrage le plus connu est Jungle-Life in India. Il est membre de diverses sociétés savantes : Société géologique de Londres (1874), Royal Society (1882). Il reçoit un titre de docteur honoris causa par le Trinity College et est fait compagnon de l’Ordre du Bain.
Le nom scientifique du petit-duc des Andaman (Otus balli) lui a été dédié par Allan Octavian Hume en 1873.

## Liste partielle des publications
- 1874 : « On the avifauna of the Chutia, Nagpur Division S. W. frontier of Bengal », Stray Feathers, 2 : 355-440.
- 1878 : « From Ganges to the Godaveri, on the distribution of birds », Stray Feathers, 7 : 191-235.
- 1877 : « Notes on birds observed in the region between Mahanadi an Godavari rivers », Stray Feathers, 5 : 410-420.
- 1879 : Jungle life in India, or the journey and journals of an Indian geologist.
- 1881 : The Diamonds, Coal and Gold of India. Texte en ligne sur Archive.org
- 1889 : Travels in India by Jean Baptiste Tavernier
- 1894 : « A Description of two large spinel rubies, with Persian characters engraved upon them », Proceedings of the Royal Irish Academy Third Series, Vol. 3, No. 3, S. 380–400. Texte en ligne